# 5400 Anniewalker
5400 Anniewalker eller 1989 CM är en asteroid i huvudbältet som upptäcktes den 4 februari 1989 av de båda japanska astronomerna Seiji Ueda och Hiroshi Kaneda i Kushiro. Den är uppkallad efter astronomen Anne Walker.
Asteroiden har en diameter på ungefär 10 kilometer och den tillhör asteroidgruppen Themis.